# 桜並木 (横浜市)
桜並木（さくらなみき）は、神奈川県横浜市都筑区の地名。「丁目」の設定のない単独町名である。住居表示実施済区域。

## 地理
都筑区の東部に位置し、東に仲町台、南東に折本町、南に東方町、西に平台、北に茅ケ崎南と接している。

## 歴史

### 沿革
- 1989年（平成元年）2月27日 - 住居表示の実施に伴い、折本町、東方町の各一部から桜並木を新設。横浜市緑区桜並木となる[6]。
- 1994年（平成6年）11月6日 - 行政区再編成に伴い、都筑区を新設。横浜市都筑区桜並木となる[7]。

## 世帯数と人口
2025年（令和7年）6月30日現在（横浜市発表）の世帯数と人口は以下の通りである。
| 町丁   | 世帯数  | 人口    |
| ------ | ------- | ------- |
| 桜並木 | 703世帯 | 1,758人 |

### 人口の変遷
国勢調査による人口の推移。
| 年                 | 人口  |
| ------------------ | ----- |
| 1995年（平成7年）  | 923   |
| 2000年（平成12年） | 1,221 |
| 2005年（平成17年） | 1,226 |
| 2010年（平成22年） | 1,434 |
| 2015年（平成27年） | 1,581 |
| 2020年（令和2年）  | 1,606 |

### 世帯数の変遷
国勢調査による世帯数の推移。
| 年                 | 世帯数 |
| ------------------ | ------ |
| 1995年（平成7年）  | 301    |
| 2000年（平成12年） | 415    |
| 2005年（平成17年） | 424    |
| 2010年（平成22年） | 505    |
| 2015年（平成27年） | 579    |
| 2020年（令和2年）  | 595    |

## 学区
市立小・中学校に通う場合、学区は以下の通りとなる（2024年11月時点）。
| 番・番地等 | 小学校               | 中学校               |
| ---------- | -------------------- | -------------------- |
| 全域       | 横浜市立茅ケ崎小学校 | 横浜市立茅ケ崎中学校 |

## 事業所
2021年（令和3年）現在の経済センサス調査による事業所数と従業員数は以下の通りである。
| 町丁   | 事業所数 | 従業員数 |
| ------ | -------- | -------- |
| 桜並木 | 32事業所 | 348人    |

### 事業者数の変遷
経済センサスによる事業所数の推移。
| 年                 | 事業者数 |
| ------------------ | -------- |
| 2016年（平成28年） | 29       |
| 2021年（令和3年）  | 32       |

### 従業員数の変遷
経済センサスによる従業員数の推移。
| 年                 | 従業員数 |
| ------------------ | -------- |
| 2016年（平成28年） | 643      |
| 2021年（令和3年）  | 348      |

## 交通
- 神奈川県道45号丸子中山茅ヶ崎線（中原街道）

## 施設
- 横浜桜並木郵便局[17]

## その他

### 日本郵便
- 郵便番号 : 224-0046[3]（集配局：都筑郵便局[18]）

### 警察
町内の警察の管轄区域は以下の通りである。
| 番・番地等 | 警察署     | 交番・駐在所   |
| ---------- | ---------- | -------------- |
| 全域       | 都筑警察署 | 仲町台駅前交番 |